# Samar
Samar a Visayan-szigetek legkeletibb tagja, a Fülöp-szigetek középső részén. Területe 13 080 km², lakossága 1,78 millió fő volt 2010-ben.
Közigazgatásilag 3 tartományra van felosztva: 
- Samar tartomány (Lalawigan ng Samar),
- Északi-Samar (Hilagang Samar),
- Keleti-Samar (Silangang Samar)

Legnagyobb városai: 
- Calbayog (173 ezer lakos 2010-ben). A nyugati parton fekszik. Itt működik a legfontosabb repülőtér.
- Catbalogan (94 ezer fő 2010-ben), tengeri kikötő a nyugati parton.
- Catarman (85 ezer fő 2010-ben) az északi parton.
- Borongan (64 ezer fő 2010-ben) a keleti parton.

A sziget fő kereskedelmi kikötője azonban a Leyte szigetén fekvő Tacloban, amelyet híd köt össze Samarral.
A Visayan szigetek legkeletibb tagjaként gyakran sújtják a csendes-óceáni tájfunok és évente közel 3500 mm eső éri.
A szigetet túlnyomórészt szaggatott, átszeldelt fennsík alkotja, sűrű erdőkkel és - a nyugati partot kivéve - kevés úttal. A Bagacay mellett bányászott vörösréztől eltekintve ásványkincsekben szegény. A fő megélhetési forrás a rizstermesztés, a halászat és a faipar.
A sziget délkeleti részén található egy karsztos hegyvonulat, amely a Sohoton-Natural Bridge Nemzeti Parkban fekszik.

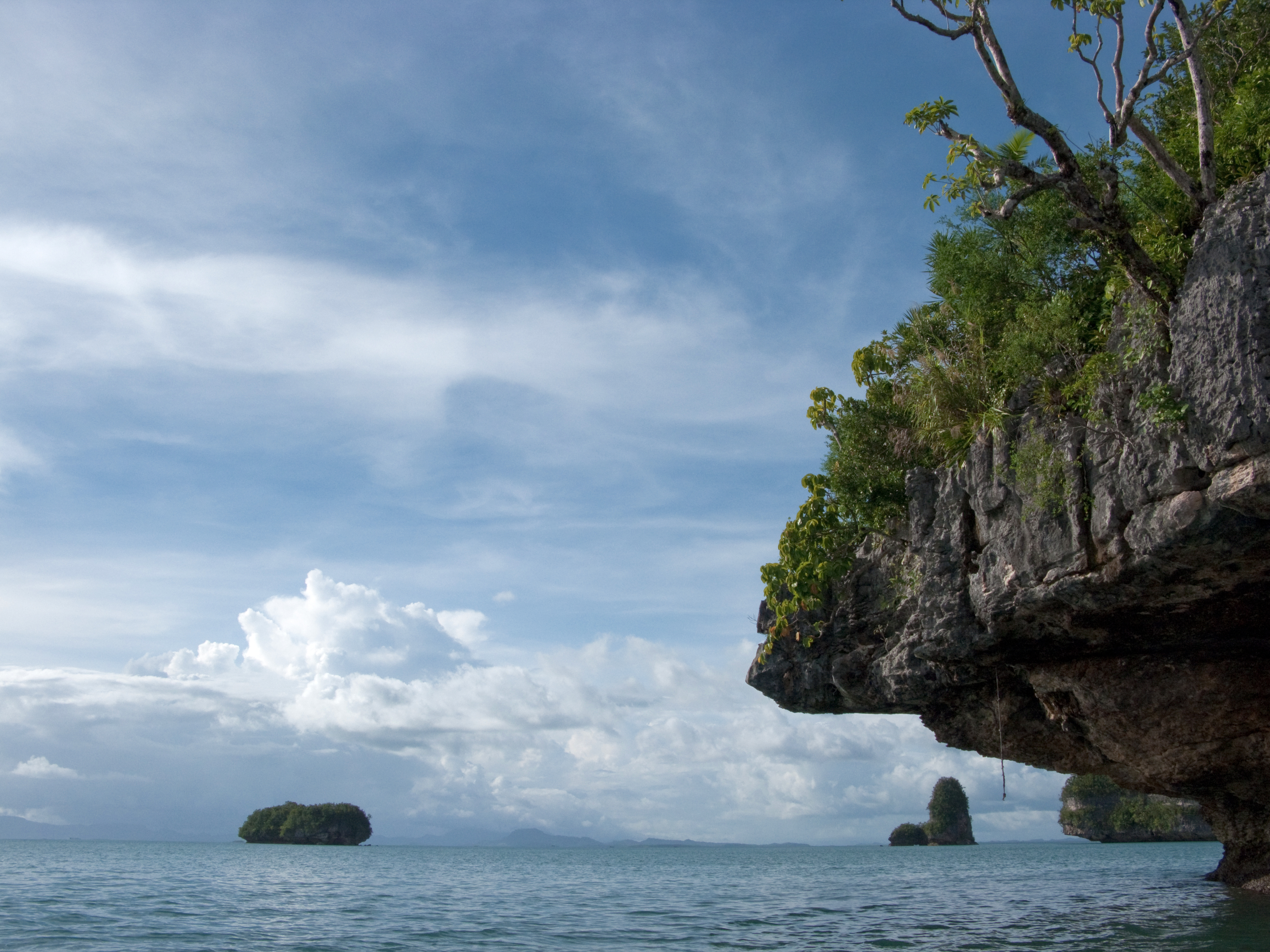
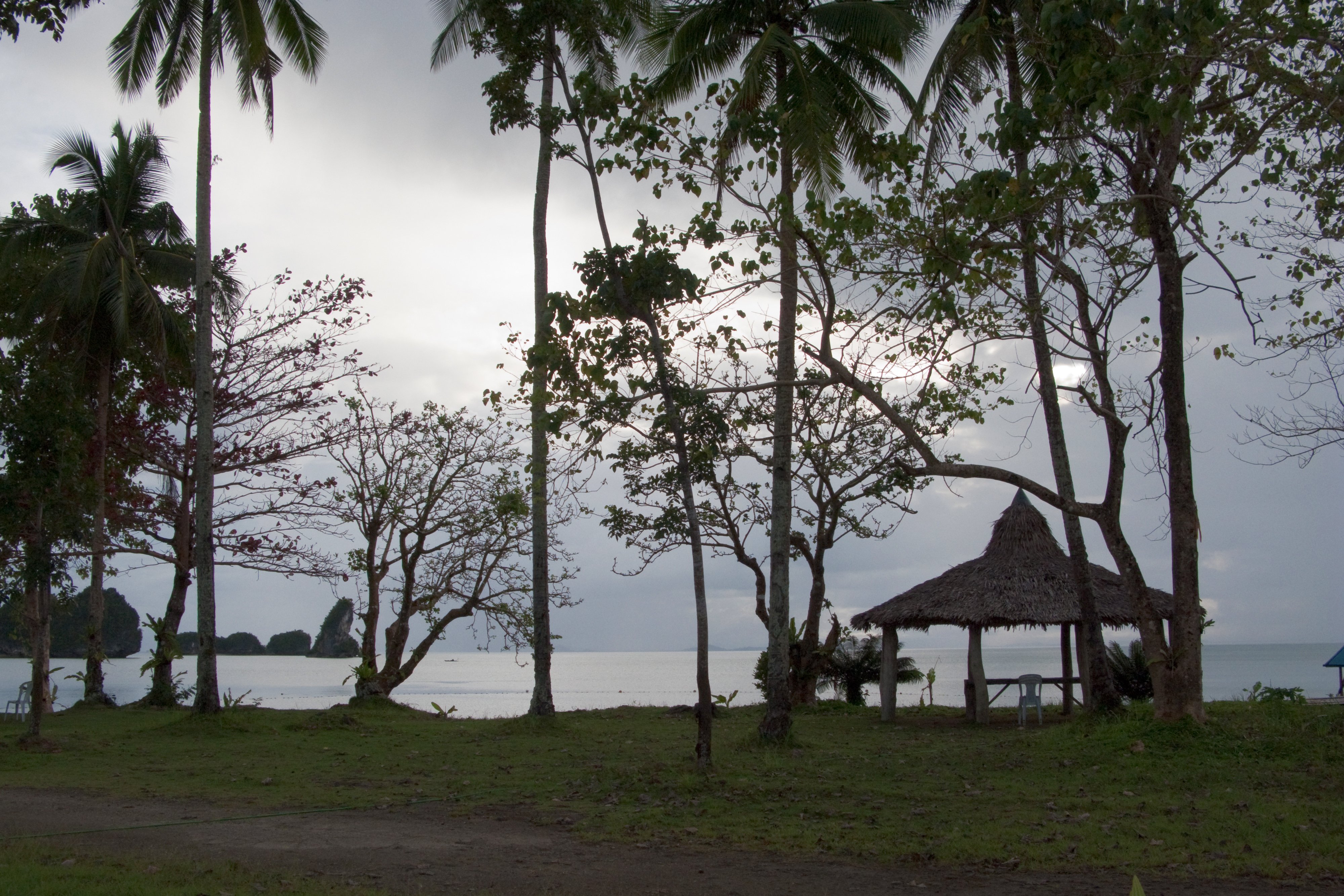
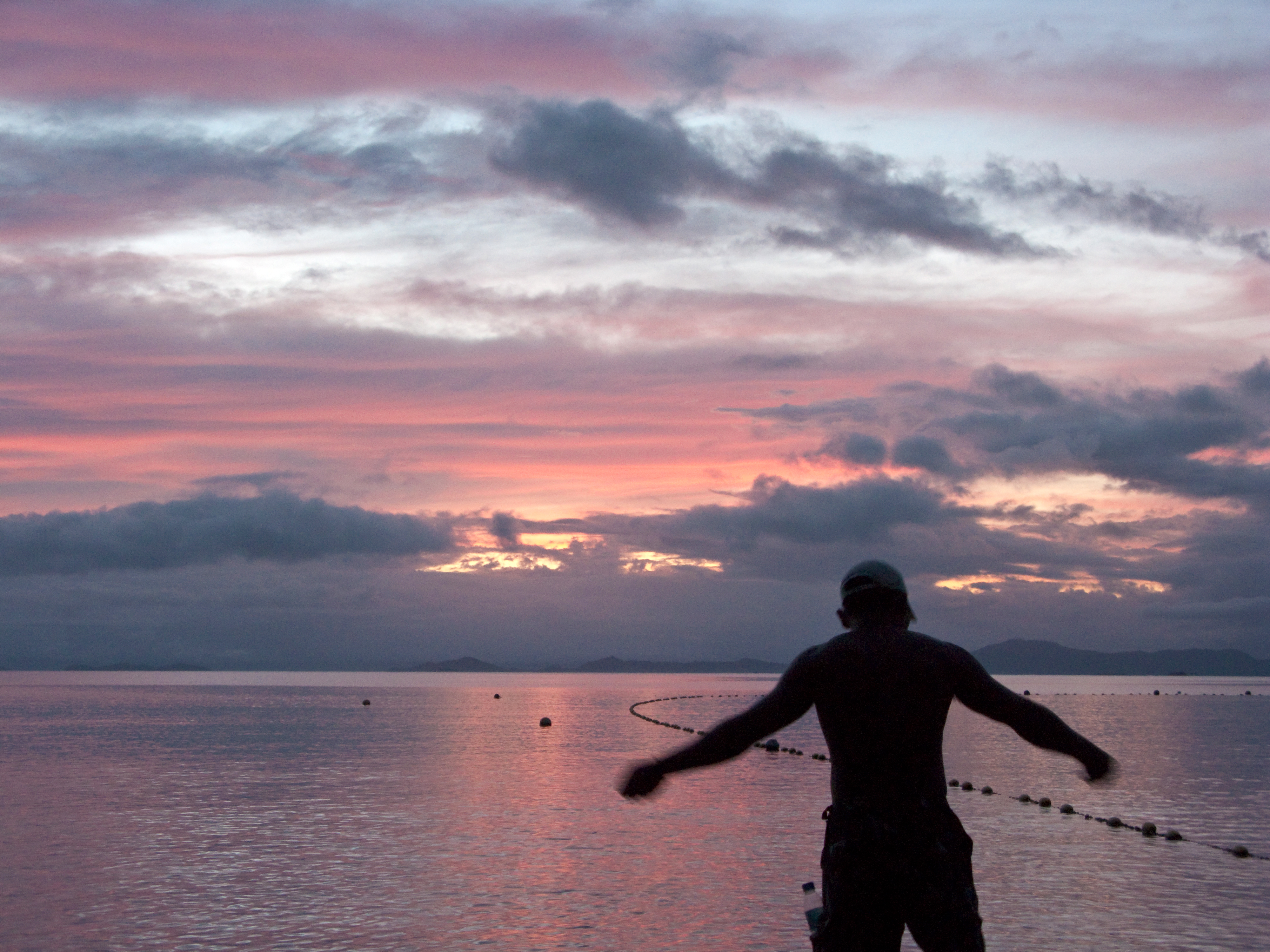
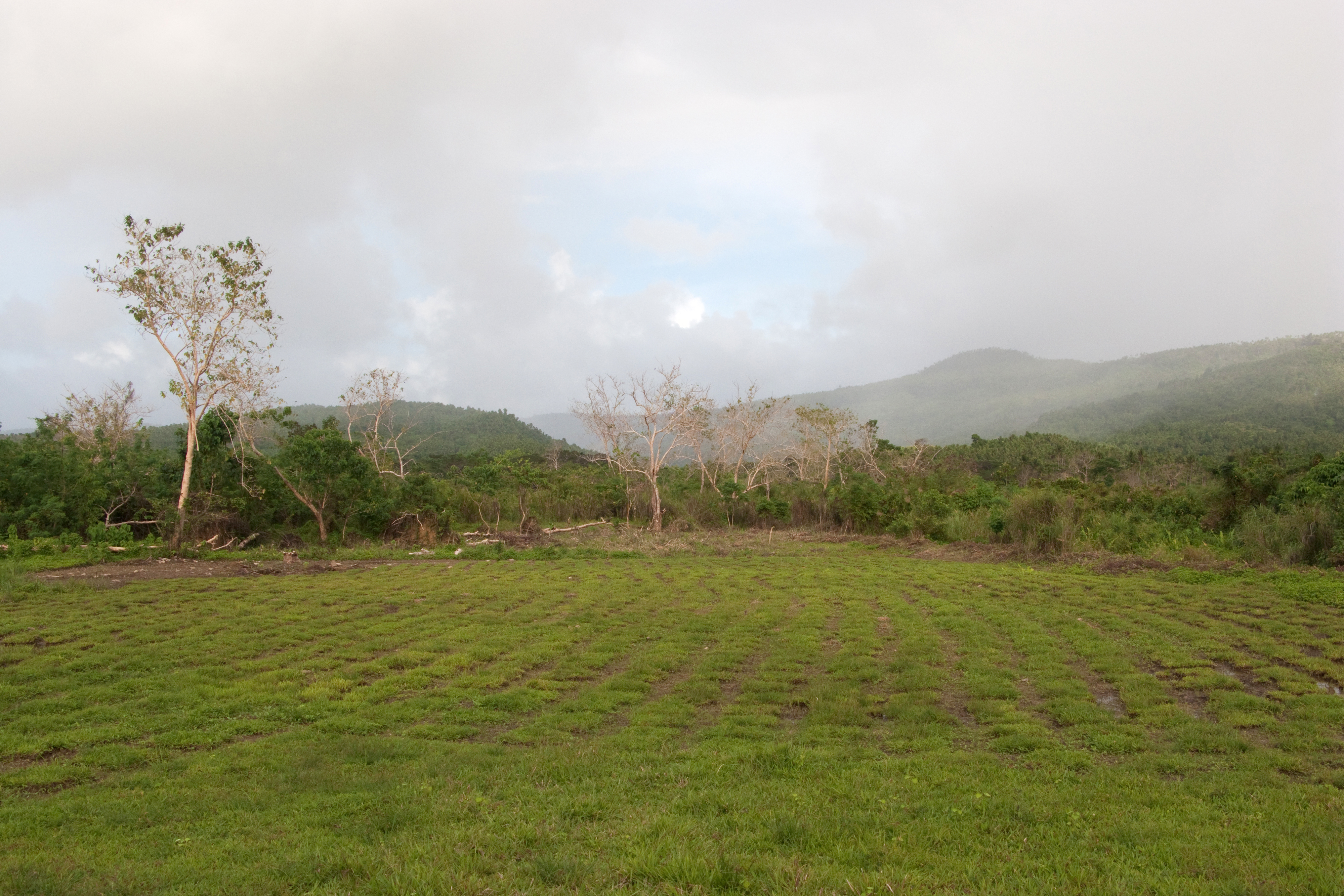

## Fordítás
- Ez a szócikk részben vagy egészben  a   Samar című angol Wikipédia-szócikk fordításán alapul.  Az eredeti cikk szerkesztőit annak laptörténete sorolja fel. Ez a jelzés csupán a megfogalmazás eredetét és a szerzői jogokat jelzi, nem szolgál a cikkben szereplő információk forrásmegjelöléseként.
- Ez a szócikk részben vagy egészben  a   Samar című német Wikipédia-szócikk fordításán alapul.  Az eredeti cikk szerkesztőit annak laptörténete sorolja fel. Ez a jelzés csupán a megfogalmazás eredetét és a szerzői jogokat jelzi, nem szolgál a cikkben szereplő információk forrásmegjelöléseként.